# Paracalybistum teocchii
Paracalybistum teocchii är en skalbaggsart som beskrevs av Mourglia 1989. Paracalybistum teocchii ingår i släktet Paracalybistum och familjen långhorningar. Inga underarter finns listade i Catalogue of Life.